# Carter G. Woodson

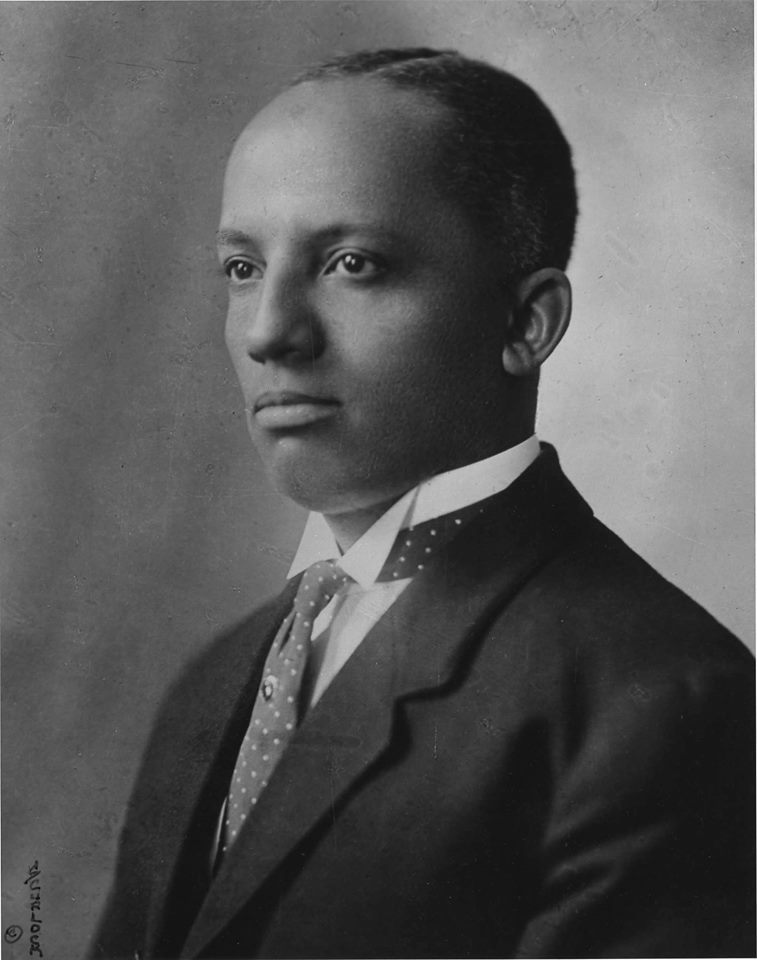
Woodson in 1915

Carter Godwin Woodson (New Canton (Virginia), 19 december 1875 - Washington, 3 april 1950) was een Afro-Amerikaanse historicus en schrijver. Hij was de mede-oprichter van de Association for the Study of Negro Life and History (ASNLH) en initiatiefnemer van de Negro History Week, de voorloper van de Black History Month.
Woodson was een zoon van gewezen slaven en behaalde een doctoraat geschiedenis aan de Harvard-universiteit. Hij streefde ernaar het belang van de zwarten in de Amerikaanse geschiedenis erkend te krijgen. In 1926 riep hij de tweede week van februari uit als Negro History Week. Bij die gelegenheid verklaarde hij: "Als een ras geen geschiedenis heeft, als het geen waardevolle traditie heeft, dan wordt het in het denken van de wereld een te negeren factor en dreigt het gevaar te worden uitgeroeid".